# Mafalda de Portugal
Mafalda de Portugal (née vers 1195 et morte le 1er mai 1256 à Rio Tinto) est une infante portugaise, brièvement reine consort de Castille puis religieuse cistercienne.

## Biographie
Née vers 1195[réf. souhaitée], elle est l'une des dernières filles du roi Sanche Ier de Portugal et de la reine Douce d'Aragon.
En 1215, un mariage politique est arrangé entre Mafalda et son jeune cousin Henri Ier de Castille âgé d'environ dix ans. Le mariage n'a jamais été consommé et a été dissous l'année suivante au motif de consanguinité[réf. à confirmer].
À la dissolution de son mariage, Mafalda retourne au Portugal et entre au monastère d'Arouca d'observance cistercienne, elle obtient par dispense spéciale de conserver le contrôle de son patrimoine. Elle a une grande dévotion pour Notre-Dame de Silva (en portugais : Nossa Senhora da Silva) et fait des dons substantiels au sanctuaire de Porto. Elle fait également construire un hospice pour voyageurs et plusieurs ponts, églises, monastères et hôpitaux.
À la mort de son père, Mafalda aurait dû, conformément aux dispositions du testament de celui-ci, recevoir le château et la municipalité de Seia ainsi que tous les revenus qui en découlent et le droit d'utiliser le titre de reine. Mais son frère Afonso II craint qu'une situation similaire ne se reproduise avec ses deux autres sœurs, Teresa et Sancha, et avec leurs héritiers éventuels, ce qui pourrait diviser le pays et créer un problème de souveraineté. Il refuse de reconnaître les droits de ses sœurs bien qu'une grande partie de la noblesse portugaise prenne parti pour elles. À la mort d'Afonso II, son fils Sancho II cède des terres et des châteaux à ses tantes mais il leur fait renoncer au titre de princesse-reine. Ils trouvent finalement un accord en 1223.
Au retour d'un pèlerinage au sanctuaire de Notre-Dame de Silva, elle tombe malade à Rio Tinto et meurt dans ce monastère le 1er mai 1256.
En 1616, à l'occasion du transfert de son corps à Arouca, le bon état de conservation du corps suscite une forte dévotion. Mafalda de Portugal est béatifiée en 1792 en même temps que ses sœurs Teresa et Sancha. Sa fête est célébrée le 2 mai.

## Galerie

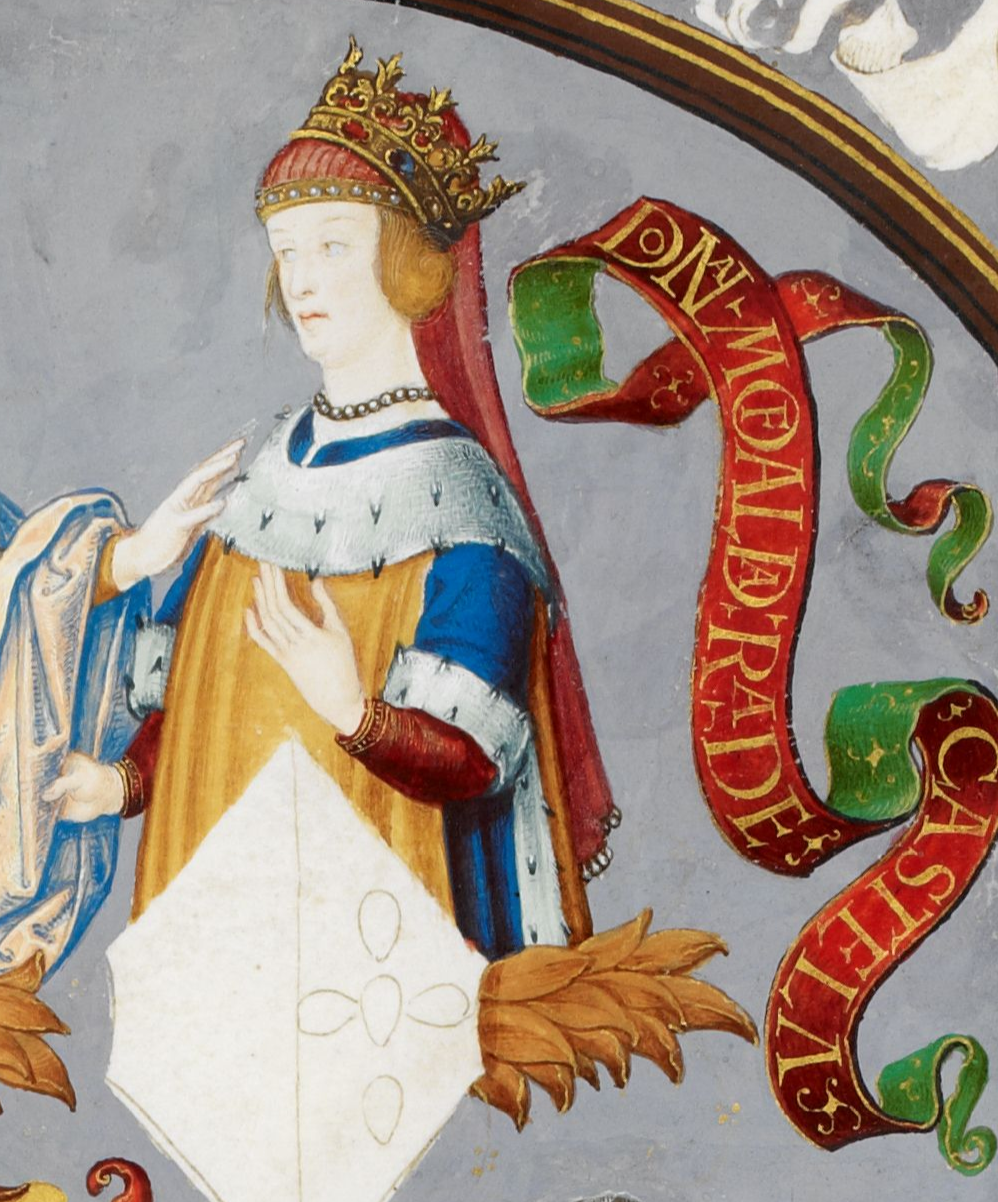
Miniature dans la Généalogie des rois de Portugal, XVIe siècle.
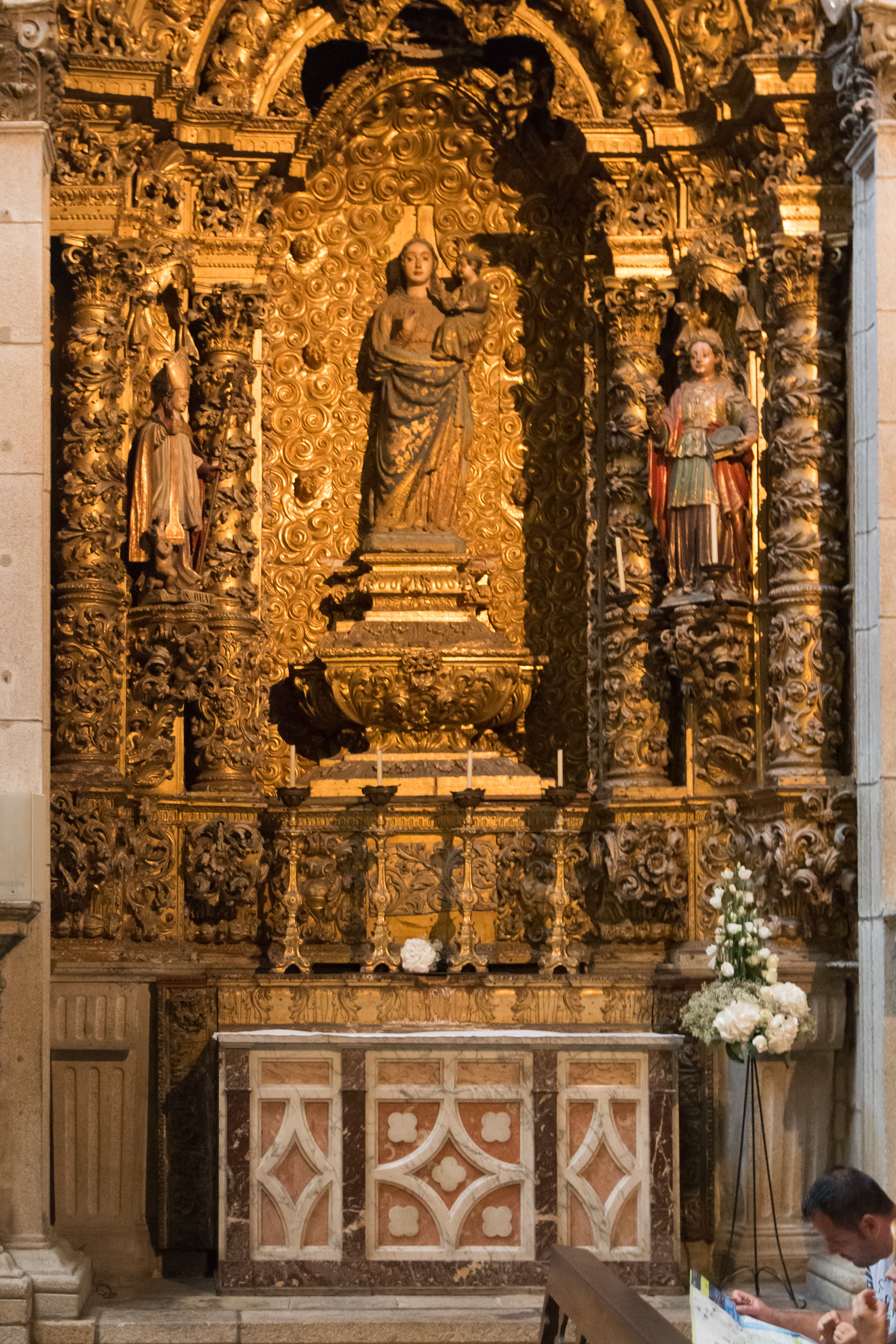
Autel de la chapelle Nossa Senhora da Silva dans le centre historique de Porto.
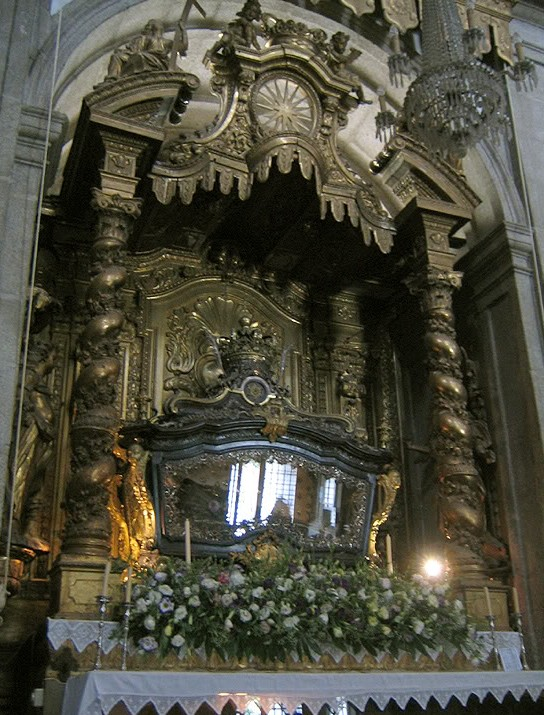
Tombe de Mafalda de Portugal au monastère d'Arouca.
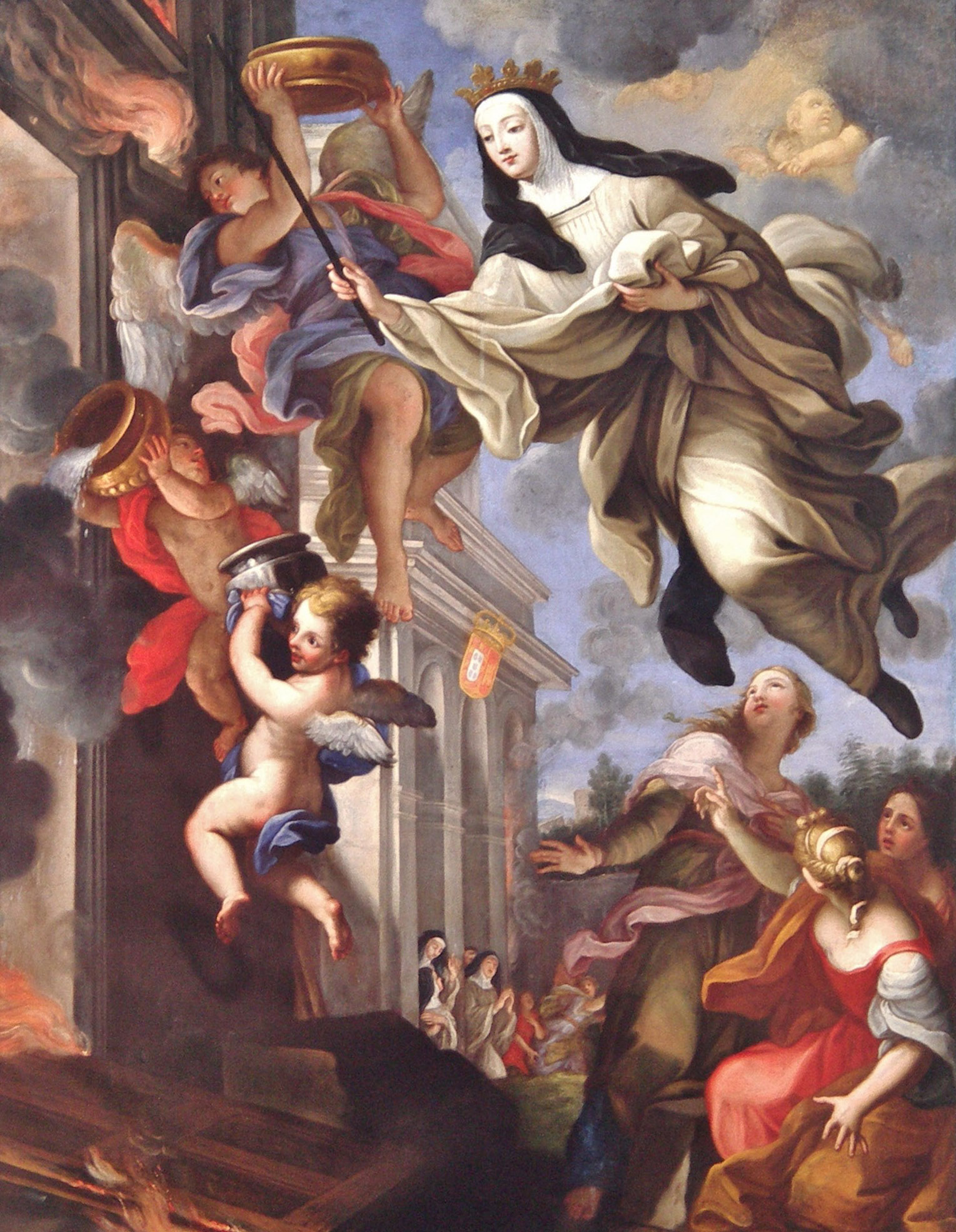
Incendie du monastère d'Arouca. Détail d'une peinture de Giovanni Odazzi, XVIIIe siècle.